# Thibaudia jahnii
Thibaudia jahnii là một loài thực vật có hoa trong họ Thạch nam. Loài này được S.F.Blake miêu tả khoa học đầu tiên năm 1924.